# Estatus adquirit
L'estatus adquirit és un terme sociològic denotant la posició social que una persona pot adquirir en funció dels mèrits, és una posició que es guanya o és triada. És el contrari de l'estatus atribuït. Açò reflecteix les habilitats personals, habilitats i esforços. Exemples d'estatut assolit poden ser un atleta olímpic, ser un criminal, o ser un professor de la universitat.